# وزير الخارجية (ألمانيا)
الوزير الاتحادي للخارجية (بالألمانية: Bundesminister des Auswärtigen) هو رئيس وزارة الخارجية وعضو مجلس الوزراء الألماني. منذ عام 1966، شَغل وزير الخارجية في كثير من الأحيان منصب نائب المستشار.

## تاريخ المنصب
تم إنشاء وزارة الخارجية في الاتحاد الألماني الشمالي في عام 1870 وحاز رئيسها، الذي عُيّن لأول مرة في عام 1871، على منصب وزير الخارجية. نصّ الدستور الألماني لعام 1871 على تعيين المستشار باعتباره الوزير الحكومي الوحيد المسؤول ومنذ أن شغل المستشار منصب وزير الخارجية في بروسيا عمومًا، لعب وزير الخارجية دورًا أكثر موضوعية كمساعد للمستشار، إذ عمل إلى حد كبير على تحرير المراسلات بدلًا من التوجيه الفعلي لعملية تشكيل السياسة الخارجية. هذا ما تحقق بشكل خاص خلال فترتي مستشاريّة كلّ من أوتو فون بسمارك (1871-1890) وبرنارت فون بولوف (1900-1909)، إذ كان كلاهما من أصحاب الخبرات السابقة عظيمة الشأن في الشؤون الخارجية الألمانية، بينما امتلك غيرهم من الوزراء في بعض الأحيان نفوذًا أكبر على مستوى السياسة الخارجية.

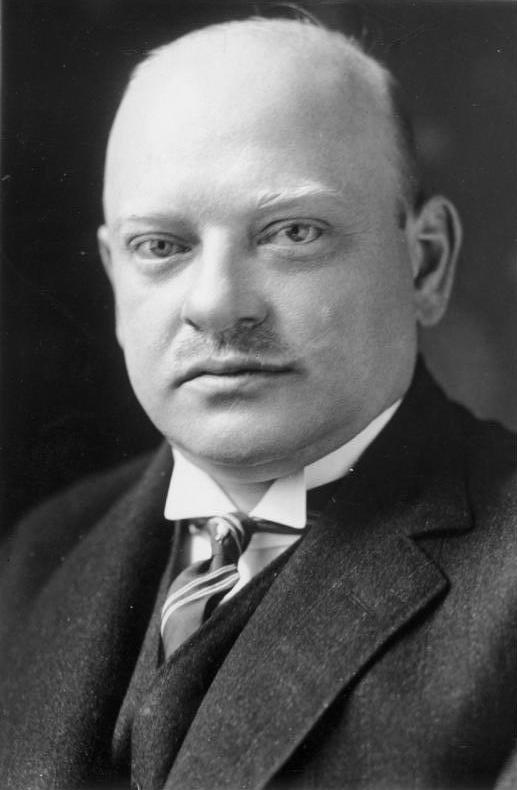
جوستاف شتريسمان، أحد وزراء خارجية ألمانيا الأكثر نفوذاً والحائز على جائزة نوبل للسلام عام 1926

في عام 1919، رقّت جمهورية فايمار منصب رئيس وزارة الخارجية إلى منصب وزير الخارجية المسؤول عن وزارته. بدأ في ذلك الوقت تشكيل الحكومات بواسطة أحزاب عمدت إلى الدخول في تحالفات مع بعضها البعض، وبالتالي حصل بعض الوزراء أيضًا على استقلاليتهم تجاه المستشار.
بعد سلسلة من الوزراء الذين لم يدوموا طويلاً، شغل جوستاف شتريسمان، زعيم حزب الشعب الألماني الصغير صاحب التوجهات الليبرالية-الوطنية، منصب وزير الخارجية في فترات متتالية من عام 1923 حتى وفاته عام 1929. أعطت فترة خدمته الطويلة الاستقرار لسياسة ألمانيا الخارجية وعزّزت مكانة الوزير أمام المستشارين الضعفاء نسبيًّا والذين بدورهم لم يدوموا طويلًا. حصل شتريسمان على جائزة نوبل للسلام عام 1926 عن عمله في تحقيق المصالحة بين ألمانيا وفرنسا. حافظت وزارة الخارجية على مكانتها نسبيًا ولم تتأثر بتأسيس النظام النازي في عام 1933، إذ بقي الوزير كونستانتين فون نيورات، والذي عُيّن في عام 1932 في منصبه حتى عام 1938؛ ومع ذلك، هُمّش دور الوزارة بشكل متزايد، وخاصة في عملية صنع السياسة الفعلية وفقدت أي مكانة استقلالية بعد تعيين ريبينتروب بدلًا من نيورات في منصب وزير الخارجية.
ظهرت دولتان ألمانيتان منفصلتان في عام 1949 بعد الحرب العالمية الثانية، هما جمهورية ألمانيا الاتحادية في الغرب وجمهورية ألمانيا الديمقراطية التي حكمها الشيوعيون في الشرق. في حين أعاد الاتحاد السوفيتي ظاهريًا السيادة السياسية على الدولة التابعة له في الشرق وسمح بإقامة وزارة الخارجية في جمهورية ألمانيا الديمقراطية، قامت القوى الغربية بتقييد سيادة ألمانيا الغربية بشكل رسمي، خاصة في مجال السياسة الخارجية. في عام 1951، أُعيد تأسيس وزارة الخارجية في ألمانيا الغربية، ولكن تعيّن على المستشار كونراد أديناور شغل منصب وزير الخارجية لحين إعادة القوى الغربية السيادة إلى ألمانيا الغربية في عام 1955. بعد ذلك، خلفه هاينريش فون برنتانو دي تريميزو في منصب وزير الخارجية في عام 1955. في عام 1990، لم تعد جمهورية ألمانيا الديمقراطية في الشرق موجودة كدولة منفصلة وأعيد توحيد كل أراضيها مع ألمانيا الغربية.
منذ إنشاء حكومة التحالف الكبير عام 1966 بقيادة كورت غيورغ كيزنغجر وما بعده، شغل هذا المنصب عضو من الشريك الأصغر في التحالف. لذلك، شغل وزير الخارجية في الغالب منصب نائب المستشار في ألمانيا، على الرغم من وجود استثناءات ملحوظة، كان آخرها خلال ولاية فيليب روسلير كنائب للمستشار، والتي امتدت من عام 2011 إلى عام 2013.

## قائمة وزراء الخارجية

### الرايخ الألماني (1871–1945)
وزراء الدولة للشؤون الخارجية (1871–1919)
| الصورة                         | الاسم (ولادة–وفاة)                      | فترة شغل المنصب                | فترة شغل المنصب                | فترة شغل المنصب                | الحزب                          | الحزب                          |
| الصورة                         | الاسم (ولادة–وفاة)                      | تولى المنصب                    | غادر المنصب                    | المدة                          | الحزب                          | الحزب                          |
| القيصرية الألمانية (1871–1918) | القيصرية الألمانية (1871–1918)          | القيصرية الألمانية (1871–1918) | القيصرية الألمانية (1871–1918) | القيصرية الألمانية (1871–1918) | القيصرية الألمانية (1871–1918) | القيصرية الألمانية (1871–1918) |
| ------------------------------ | --------------------------------------- | ------------------------------ | ------------------------------ | ------------------------------ | ------------------------------ | ------------------------------ |
|                                | هيرمان فون تيله (1812–1889)             | 21 مارس 1871                   | 30 سبتمبر 1872                 | 1 سنة و202 أيام                |                                | —                              |
|                                | هيرمان فون بالان (1812–1874)            | 3 أكتوبر 1872                  | 9 أكتوبر 1873                  | 1 سنة و6 أيام                  |                                | —                              |
|                                | برنارد بولو (1815–1879)                 | 9 أكتوبر 1873                  | 20 أكتوبر 1879                 | 6 سنوات و11 أيام               |                                | —                              |
|                                | جوزيف ماريا فون رادويتز ‏ (1839–1912)    | 6 نوفمبر 1879                  | 17 أبريل 1880                  | 163 أيام                       |                                | —                              |
|                                | الأمير شلودفيغ (1819–1901)              | 20 أبريل 1880                  | 1 سبتمبر 1880                  | 134 أيام                       |                                | —                              |
|                                | فريدريك زو ليمبورغ-ستيروم ‏ (1835–1912)  | 1 سبتمبر 1880                  | 25 يونيو 1881                  | 297 أيام                       |                                | —                              |
|                                | كليمنس بوش (1834–1895)                  | 25 يونيو 1881                  | 16 يوليو 1881                  | 21 أيام                        |                                | —                              |
|                                | بول فون هاتزفيلدت ‏ (1831–1901)          | 16 يوليو 1881                  | 24 أكتوبر 1885                 | 4 سنوات و100 أيام              |                                | —                              |
|                                | هربرت فون بيسمارك (1849–1904)           | 24 أكتوبر 1885                 | 26 مارس 1890                   | 4 سنوات و153 أيام              |                                | —                              |
|                                | أدولف مارشال فون بيبرشتاين ‏ (1842–1912) | 31 مارس 1890                   | 19 أكتوبر 1897                 | 7 سنوات و202 أيام              |                                | —                              |
|                                | برنارت فون بولوف 20 October 1897        | 20 أكتوبر 1897                 | 23 أكتوبر 1900                 | 3 سنوات و3 أيام                |                                | —                              |
|                                | أوزوالد فون ريشتهوفن ‏ (1847–1906)       | 23 أكتوبر 1900                 | 17 يناير 1906                  | 5 سنوات و86 أيام               |                                | —                              |
|                                | هاينريش فون تشيرشكي ‏ (1858–1916)        | 24 يناير 1906                  | 25 أكتوبر 1907                 | 1 سنة و274 أيام                |                                | —                              |
|                                | فيلهلم فون شوين ‏ (1851–1933)            | 26 أكتوبر 1907                 | 27 يونيو 1910                  | 2 سنوات و244 أيام              |                                | —                              |
|                                | ألفريد فون كيدرلين ويتشر ‏ (1852–1912)   | 27 يونيو 1910                  | 30 ديسمبر 1912                 | 2 سنوات و186 أيام              |                                | —                              |
|                                | جوتليب فون جاغو ‏ (1863–1935)            | 11 يناير 1913                  | 22 نوفمبر 1916                 | 3 سنوات و316 أيام              |                                | —                              |
|                                | آرثر زيمرمان (1864–1940)                | 22 نوفمبر 1916                 | 6 أغسطس 1917                   | 257 أيام                       |                                | —                              |
|                                | ريتشارد فون كوهلمان (1873–1948)         | 6 أغسطس 1917                   | 9 يوليو 1918                   | 337 أيام                       |                                | —                              |
|                                | بول فون هينتز ‏ (1864–1941)              | 9 يوليو 1918                   | 3 أكتوبر 1918                  | 86 أيام                        |                                | —                              |
|                                | فيلهلم سولف ‏ (1862–1936)                | 3 أكتوبر 1918                  | 9 نوفمبر 1918                  | 37 أيام                        |                                | —                              |
| جمهورية فايمار (1918–1919)     |                                         |                                |                                |                                |                                |                                |
|                                | فيلهلم سولف ‏ (1862–1936)                | 9 نوفمبر 1918                  | 13 ديسمبر 1918                 | 37 أيام                        |                                | —                              |
|                                | أولريش فون بروكدورف رانتساو (1869–1928) | 13 ديسمبر 1918                 | 13 فبراير 1919                 | 62 أيام                        |                                | —                              |

وزراء الخارجية (1919–1945)
| الصورة | الاسم (ولادة–وفاة)                                       | فترة شغل المنصب | فترة شغل المنصب | فترة شغل المنصب   | الحزب | الحزب                      |
| الصورة | الاسم (ولادة–وفاة)                                       | تولى المنصب     | غادر المنصب     | المدة             | الحزب | الحزب                      |
| ------ | -------------------------------------------------------- | --------------- | --------------- | ----------------- | ----- | -------------------------- |
|        | أولريش فون بروكدورف رانتساو (1869–1928)                  | 13 فبراير 1919  | 20 يونيو 1919   | 127 أيام          |       | مستقل                      |
|        | هرمان مولر (1876–1931)                                   | 21 يونيو 1919   | 26 مارس 1920    | 279 أيام          |       | الحزب الديمقراطي الاجتماعي |
|        | أدولف كويستر ‏ (1883–1930)                                | 10 أبريل 1920   | 8 يونيو 1920    | 59 أيام           |       | الحزب الديمقراطي الاجتماعي |
|        | فالتر زيمونز (1861–1937)                                 | 25 يونيو 1920   | 4 مايو 1921     | 313 أيام          |       | مستقل                      |
|        | فريدريك روزين (1856–1935)                                | 10 مايو 1921    | 22 أكتوبر 1921  | 165 أيام          |       | مستقل                      |
|        | يوزيف فيرت (1879–1956) مؤقت                              | 26 أكتوبر 1921  | 31 يناير 1922   | 97 أيام           |       | الوسط                      |
|        | والتر راثيناو ‏ (1867–1922)                               | 1 فبراير 1922   | 24 يونيو 1922   | −143 أيام         |       | الحزب الديمقراطي الألماني  |
|        | يوزيف فيرت (1879–1956) مؤقت                              | 24 يونيو 1922   | 14 نوفمبر 1922  | 143 أيام          |       | الوسط                      |
|        | هانس فون روزنبرغ (1879–1956)                             | 22 نوفمبر 1922  | 11 أغسطس 1923   | 273 أيام          |       | مستقل                      |
|        | جوستاف شتريسمان (1878–1929)                              | 13 أغسطس 1923   | 3 أكتوبر 1929   | 6 سنوات و51 أيام  |       | حزب الشعب الألماني ‏        |
|        | يوليوس كيرتس ‏ (1877–1948)                                | 4 أكتوبر 1929   | 9 أكتوبر 1931   | 2 سنوات و5 أيام   |       | حزب الشعب الألماني ‏        |
|        | هاينريش برونينغ (1885–1970)                              | 9 أكتوبر 1931   | 30 مايو 1932    | 234 أيام          |       | الوسط                      |
|        | كونستانتين فون نيورات (1873–1956) (مستقل حتى العام 1937) | 1 يونيو 1932    | 4 فبراير 1938   | 5 سنوات و187 أيام |       | الحزب النازي               |
|        | يواخيم فون ريبنتروب (1893–1946)                          | 4 فبراير 1938   | 30 أبريل 1945   | 7 سنوات و85 أيام  |       | الحزب النازي               |
|        | أرتور زايس إنكفارت (1892–1946)                           | 30 أبريل 1945   | 2 مايو 1945     | 2 أيام            |       | الحزب النازي               |
|        | لوتس فون كروسيغ (1887–1977)                              | 2 مايو 1945     | 23 مايو 1945    | 18 أيام           |       | الحزب النازي               |

### جمهورية ألمانيا الديمقراطية (1871–1945)
| الصورة | الاسم (ولادة–وفاة)           | فترة شغل المنصب | فترة شغل المنصب | فترة شغل المنصب    | الحزب | الحزب                             |
| الصورة | الاسم (ولادة–وفاة)           | تولى المنصب     | غادر المنصب     | المدة              | الحزب | الحزب                             |
| ------ | ---------------------------- | --------------- | --------------- | ------------------ | ----- | --------------------------------- |
|        | جورج ديرتينغر ‏ (1902–1968)   | 12 أكتوبر 1949  | 15 يناير 1953   | 3 سنوات و95 أيام   |       | الاتحاد الديمقراطي المسيحي ‏       |
|        | أنتون أكرمان (1905–1973)     | 15 يناير 1953   | يوليو 1953      | 167 أيام           |       | حزب الوحدة الاشتراكية الألماني    |
|        | لوثار بولز ‏ (1903–1986)      | يوليو 1953      | 24 يونيو 1965   | 11 سنوات و358 أيام |       | الحزب الوطني الديمقراطي الألماني ‏ |
|        | أوتو فينتسر ‏ (1902–1975)     | 24 يونيو 1965   | 20 يناير 1975   | 9 سنوات و210 أيام  |       | حزب الوحدة الاشتراكية الألماني    |
|        | أوسكار فيشر (1923–2020)      | 3 مارس 1975     | 12 أبريل 1990   | 15 سنوات و40 أيام  |       | حزب الوحدة الاشتراكية الألماني    |
|        | ماركوس ميكل (مواليد 1952)    | 12 أبريل 1990   | 20 أغسطس 1990   | 130 أيام           |       | حزب الوحدة الاشتراكية الألماني    |
|        | لوتار دي ميزير (مواليد 1940) | 20 أغسطس 1990   | 2 أكتوبر 1990   | 43 أيام            |       | الاتحاد الديمقراطي المسيحي ‏       |

### جمهورية ألمانيا الاتحادية (1949–الآن)
| الصورة | الاسم (ولادة–وفاة)                  | فترة شغل المنصب | فترة شغل المنصب | فترة شغل المنصب   | الحزب | الحزب                      |
| الصورة | الاسم (ولادة–وفاة)                  | تولى المنصب     | غادر المنصب     | المدة             | الحزب | الحزب                      |
| ------ | ----------------------------------- | --------------- | --------------- | ----------------- | ----- | -------------------------- |
|        | كونراد أديناور (1876–1967)          | 15 مارس 1951    | 6 يونيو 1955    | 4 سنوات و83 أيام  |       | الاتحاد الديمقراطي المسيحي |
|        | هاينريش فون برنتانو (1904–1964)     | 6 يونيو 1955    | 30 أكتوبر 1961  | 6 سنوات و146 أيام |       | الاتحاد الديمقراطي المسيحي |
|        | غيرهارد شرودر (1910–1989)           | 14 نوفمبر 1961  | 30 نوفمبر 1966  | 5 سنوات و16 أيام  |       | الاتحاد الديمقراطي المسيحي |
|        | ويلي براندت (1913–1992)             | 1 ديسمبر 1966   | 20 أكتوبر 1969  | 2 سنوات و323 أيام |       | الحزب الديمقراطي الاجتماعي |
|        | فالتر شيل (1919–2016)               | 21 أكتوبر 1969  | 15 مايو 1974    | 4 سنوات و206 أيام |       | الحزب الديمقراطي الحر      |
|        | هانز ديتريش غينشر (1927–2016)       | 17 مايو 1974    | 17 سبتمبر 1982  | 8 سنوات و123 أيام |       | الحزب الديمقراطي الحر      |
|        | هلموت شميت (1918–2015)              | 17 سبتمبر 1982  | 4 أكتوبر 1982   | 17 أيام           |       | الحزب الديمقراطي الاجتماعي |
|        | هانز ديتريش غينشر (1927–2016)       | 4 أكتوبر 1982   | 17 مايو 1992    | 9 سنوات و226 أيام |       | الحزب الديمقراطي الحر      |
|        | كلاوس كينكل (1936–2019)             | 18 مايو 1992    | 26 أكتوبر 1998  | 6 سنوات و161 أيام |       | الحزب الديمقراطي الحر      |
|        | يوشكا فيشر (مواليد 1948)            | 27 أكتوبر 1998  | 22 نوفمبر 2005  | 7 سنوات و26 أيام  |       | الخضر                      |
|        | فرانك-فالتر شتاينماير (مواليد 1956) | 22 نوفمبر 2005  | 28 أكتوبر 2009  | 3 سنوات و340 أيام |       | الحزب الديمقراطي الاجتماعي |
|        | غيدو فيسترفيله (1961–2016)          | 28 أكتوبر 2009  | 17 ديسمبر 2013  | 4 سنوات و50 أيام  |       | الحزب الديمقراطي الحر      |
|        | فرانك-فالتر شتاينماير (مواليد 1956) | 17 ديسمبر 2013  | 27 يناير 2017   | 3 سنوات و41 أيام  |       | الحزب الديمقراطي الاجتماعي |
|        | زيغمار غابرييل (مواليد 1959)        | 27 يناير 2017   | 14 مارس 2018    | 1 سنة و46 أيام    |       | الحزب الديمقراطي الاجتماعي |
|        | هايكو ماس (مواليد 1966)             | 14 مارس 2018    | 8 ديسمبر 2021   | 3 سنوات و269 أيام |       | الحزب الديمقراطي الاجتماعي |
|        | أنالينا بيربوك (مواليد 1980)        | 8 ديسمبر 2021   | في المنصب       | 3 سنوات و216 أيام |       | الخضر                      |